# Ascochyta asclepiadearum
Ascochyta asclepiadearum är en svampart som beskrevs av Traverso 1903. Ascochyta asclepiadearum ingår i släktet Ascochyta, ordningen Pleosporales, klassen Dothideomycetes, divisionen sporsäcksvampar och riket svampar.   Inga underarter finns listade i Catalogue of Life.